# Jorge Serrano Villalobos
Jorge Serrano Villalobos (Villaviciosa de Odón, 30 de junio de 1997) es un jugador de balonmano español que juega de extremo derecho en el TVB 1898 Stuttgart. Es internacional con la selección de balonmano de España.
Debutó con la selección el 14 de abril de 2022, en un partido amistoso frente a la selección de balonmano de Francia.

## Palmarés

### Selección nacional
| Juegos Mediterráneos | Juegos Mediterráneos | Juegos Mediterráneos | Juegos Mediterráneos |
| Año                  | Lugar                | Medalla              |                      |
| -------------------- | -------------------- | -------------------- | -------------------- |
| 2022                 | Orán                 | Medalla de oro       |                      |

## Clubes
| Club                   | País     | Año         |
| ---------------------- | -------- | ----------- |
| BM Carabanchel         | España   | 2014 - 2016 |
| BM Atlético Valladolid | España   | 2016 - 2022 |
| TVB 1898 Stuttgart     | Alemania | 2022 - 2025 |
| BM Atlético Valladolid | España   | 2025 - Act. |